# Christian Sorrel
Pour les articles homonymes, voir Sorrel.
Christian Sorrel, né le 27 août 1957, est un universitaire français, professeur émérite d'histoire contemporaine à l'université Lyon 2, après avoir commencé sa carrière à l'université de Savoie.
Agrégé d'histoire, sa bibliographie laisse apparaître deux grands objets d'étude qui, parfois, se confondent : l'histoire religieuse contemporaine et l'histoire de Savoie.

## Biographie
Christian Sorrel prépare, sous la direction de Gérard Cholvy, une thèse de doctorat, soutenue le 5 février 1994 à l'université Paul-Valéry-Montpellier-III devant un jury composé de Pierre Barral, Nadine-Josette Chaline, Jean-Dominique Durand, Yves-Marie Hilaire et André Palluel-Guillard. En 2000, il soutient une HDR (Habilitation à diriger des recherches) devant un jury composé des professeurs Gérard Cholvy, Étienne Fouilloux, Jean-Marie Mayeur, Jacques Prévotat, Francis Python. Après avoir enseigné à l'université de Savoie de 1990 à 2006, il est professeur à l'Université Lyon 2. Il est nommé émérite le 1er septembre 2023. Il a présidé l'Association française d'histoire religieuse contemporaine de 2014 à 2017. Il est membre correspondant du Comité pontifical des sciences historiques[réf. nécessaire].
Depuis 2019, il est membre titulaire non résidant de l'Académie des sciences, belles-lettres et arts de Savoie.

## Publications
Liste non exhaustive (principaux ouvrages)
Christian Sorrel est l'auteur ou le directeur de publication de nombreux ouvrages, dont :
- 1980, La République dans la ville. Chambéry 1870-1914, SSHA.
- 1986, La Savoie de la Révolution à nos jours XIXe – XXe siècles, Ouest-France (collaboration).
- 1989, La Savoie, la France et la Révolution. Repères et échos 1789-1799, Curandera.
- 1992, Histoire de Chambéry, Privat (direction).
- 1995, Les Catholiques savoyards. Histoire du diocèse de Chambéry 1890-1940, La Fontaine de Siloé.
- 1996, La Savoie, Beauchesne, coll. Dictionnaire du monde religieux dans la France contemporaine.
- 2003, La République contre les congrégations. Histoire d'une passion française (1899-1914), Cerf.
- 2003, Libéralisme et modernisme. Mgr Lacroix (1855-1922). Enquête sur un suspect, Cerf.
- 2003, Des Savoyardes dans les prisons de Lénine, SSHA.
- 2006, La Savoie, la France, l'Italie. Lettres d'Albert Blanc à François Buloz (1858-1861), Université de Savoie, 2006.
- 2006, Histoire de la Savoie en images, La Fontaine de Siloé, 2006 (direction).
- 2008, Les Carnets de François Molin. Un prêtre dans la tourmente 1792-1802, La Fontaine de Siloé.
- 2009, Servir la République. députés et sénateurs Savoie et Haute-Savoie 1871-1940, La Fontaine de Siloé.
- 2009, La Savoie et l'Europe 1860-2010. Dictionnaire historique de l'Annexion, 714 p. (direction, avec Paul Guichonnet).
- 2010, Le Temps des congrès. Bibliographie raisonnée des actes de congrès tenus en France de 1870 à nos jours, Brepols.
- 2010, Aux urnes Savoyards ! Petites leçons d'histoire sur le vote de 1860, La Fontaine de Siloé.
- 2010, Identités religieuses, Les cahiers du littoral (Dunkerque), 216 p. (direction, avec Bruno Béthouart et Michel Fourcade).
- 2010, Dictionnaire des évêques de France au XXe siècle, Cerf (collaboration).
- 2013, Le catholicisme en chantiers. France XIXe – XXe siècles, PUR (co-direction).
- 2013, Alexandre Glasberg 1902-1981. Prêtre, résistant, militant, LARHRA (direction).
- 2013, Les évêques français de la Séparation au pontificat de Jean-Paul II, Cerf (co-direction).
- 2013, La France et le concile Vatican II, Peter Lang (co-direction).
- 2014, Mémoire de la Grande Guerre. Les monuments aux morts de la Savoie, La Fontaine de Siloé.
- 2014, Mémoire de la Grande Guerre. Les monuments aux morts de la Haute-Savoie, La Fontaine de Siloé.
- 2015, Gouverner l'Eglise catholique au XXe siècle, LARHRA (co-direction).
- 2016, Liturgie et société. Gouverner et  réformer l'Eglise, XIXe – XXe siècle, PUR (co-direction).
- 2017, Etats de Savoie, Eglises et institutions religieuses, Serre (co-direction).
- 2017, Parcours religieux dans la Savoie contemporaine, La Fontaine de Siloé.
- 2017, Renouveau conciliaire et crise doctrinale. Rome et les Eglises nationales (1966-1968), LARHRA (direction).
- 2019, La Santa Sede, le Chiese e l'Europa, Studium (co-direction).
- 2019, Le concile Vatican II et le monde des religieux, LARHRA (direction).
- 2020, Le catholicisme français de la Séparation à Vatican II. Un chemin d'histoire, Karthala.
- 2022, L'abbé Glasberg. Du sauvetage des Juifs à l'accueil des migrants, Ampelos.
- 2022, Cent ans de gouvernement de l'Eglise de France. De l'Assemblée des cardinaux et archevêques à la Conférence des évêques (1919-2019), PUR (co-direction).
- 2023, Le Concile des évêques français. Vatican II 1959-1965, CLD.
- 2023, Passion catholicisme. Itinéraires historiques contemporains, Cerf.